# Tennys Sandgren
Tennys Sandgren (Gallatin, 22 luglio 1991) è un ex tennista statunitense.
Ha vinto in singolare un titolo del circuito maggiore, nei tornei del Grande Slam ha giocato due volte i quarti di finale agli Australian Open e ha raggiunto il 41º posto del ranking ATP nel gennaio 2019. In doppio ha raggiunto una finale ATP, la semifinale ai Giochi olimpici di Tokyo e i quarti di finale agli US Open 2018 e si è spinto fino al 115º posto del ranking nel gennaio 2014.

## Biografia
Tennys Sandgren è nato negli USA da una famiglia sudafricana: la madre Lia è di Pretoria. Il padre David (deceduto nel 2011), di origini svedesi, era un tennista professionista che ha giocato per il Sudafrica.
Il fratello Davey, nato in Sudafrica, è un ex tennista universitario e oggi lavora come ingegnere aerospaziale.
Tennys è un fervente cristiano, appartenente alla confessione evangelica.

## Carriera
Raggiunge nel circuito junior un record vittorie-sconfitte di 70-38, conquistando anche la posizione n. 9 del ranking mondiale junior. Diventa professionista nel 2011, giocando inizialmente soprattutto nei tornei ITF Futures fino al 2012. Nel 2013 il suo ranking ATP rimane nelle prime 300 posizioni per quasi tutto l'anno e ciò gli permette di giocare nell'ATP Challenger Tour per la maggior parte della stagione. Nell'ultimo torneo dell'anno, Sandgren vince il suo primo torneo Challenger a Champaign ed entra per la prima volta nei primi 200 del ranking.
Nel marzo 2014 si sottopone a un intervento chirurgico all'anca che lo tiene lontano dalle competizioni 6 mesi. Dopo il ritorno sui campi si trova oltre la 700ª posizione del ranking e impiega circa un anno per tornare a giocare nel circuito Challenger. Ritorna nella top 200 solo a novembre 2016 quando raggiunge la sua seconda finale Challenger a Columbus. Nel 2017 vince altri due Challenger a Tempe e Savannah e si qualifica per il suo primo torneo ATP a Houston. Questi successi gli valgono una wildcard per il tabellone principale dell'Open di Francia 2017, dove al suo debutto in un torneo del Grande Slam perde al primo turno contro Michail Kukuškin. La semifinale raggiunta al successivo Challenger di Prostějov gli permette di entrare in top 100. Vince poi il primo incontro nel circuito ATP contro Nick Kyrgios a Washington, mentre agli US Open perde al primo turno contro Marin Čilić.

### 2018
Sandgren inizia la stagione 2018 accedendo direttamente per la prima volta in un tabellone principale di uno Slam agli Australian Open e vince 4 incontri, compresi quelli contro il n. 8 del mondo Stan Wawrinka e contro il n. 5 Dominic Thiem. Approda così ai quarti di finale e viene eliminato da Chung Hyeon. Ad aprile raggiunge la prima finale in un torneo ATP a Houston e viene sconfitto da Steve Johnson con il punteggio di 6-7, 6-2, 4-6. Con questo risultato entra per la prima volta nella top 50, in 47ª posizione.

### 2019
Nel 2019 comincia la stagione con il suo primo titolo ATP battendo 6-4 6-2 Cameron Norrie nella finale del torneo di Auckland, risultato con cui porta il best ranking alla 41ª posizione mondiale. Al torneo di Wimbledon 2019 raggiunge per la prima volta in carriera gli ottavi di finale battendo il nº 10 del mondo Fabio Fognini. Agli US Open 2019 arriva al terzo turno, sconfitto in 3 set da Diego Schwartzman.

### 2020
Inizia il 2020 con l'eliminazione al secondo turno a Auckland, dove era campione in carica. Torna a disputare i quarti di finale degli Australian Open con i successi su Marco Trungelliti, sul nº 8 del mondo Matteo Berrettini, Sam Querrey e il nº 12 Fabio Fognini. Viene sconfitto al quinto set dal nº 3 del mondo Roger Federer dopo aver sprecato sette match point. Dopo la lunga pausa dovuta alla pandemia di COVID-19, raggiunge il terzo turno al Cincinnati Masters eliminando Lorenzo Sonego e Félix Auger-Aliassime prima di soccombere al nº 1 del ranking mondiale Novak Đoković. La settimana successiva esce al primo turno agli US Open e chiude la stagione al 49º posto mondiale.

### 2021
Fa il suo esordio olimpico ai Giochi di Tokyo, viene eliminato al primo turno in singolare e in coppia con Austin Krajicek si spinge fino alla semifinale nel torneo di doppio, vengono sconfitti dai futuri vincitori Mate Pavić / Nikola Mektić e perdono anche la finale per il terzo posto contro Marcus Daniell / Michael Venus. Nei tornei del circuito ATP non supera mai il secondo turno, chiude la stagione al 96º posto del ranking con un bilancio di 8 vittorie e 16 sconfitte nel circuito maggiore.

### 2022
Nella prima parte della stagione gli unici risultati di rilievo sono il titolo vinto in doppio al Columbus Challenger in coppia con Mikael Torpegaard e le qualifiche superate in singolare all'Indian Wells Masters, dove esce al primo turno. Anche nei Challenger non consegue in singolare buoni risultati e a settembre crolla alla 446ª posizione del ranking, la peggiore dall'aprile 2015. A fine ottobre vince il Las Vegas Tennis Open battendo in finale Stefan Kozlov, conquistando il primo titolo in singolare dopo quello vinto a Auckland nel gennaio 2019.

### 2024
Gioca il suo ultimo incontro, un anno dopo circa conferma di essersi ritirato dal tennis.

## Statistiche

### Singolare

#### Vittorie (1)
| Legenda              |
| Grande Slam (0)      |
| ATP Finals (0)       |
| ATP Masters 1000 (0) |
| ATP Tour 500 (0)     |
| ATP Tour 250 (1)     |

| N. | Data            | Torneo                  | Superficie | Avversario in finale | Punteggio |
| 1. | 12 gennaio 2019 | Auckland Open, Auckland | Cemento    | Cameron Norrie       | 6-4, 6-2  |

#### Finali perse (1)
| Legenda              |
| Grande Slam (0)      |
| ATP Finals (0)       |
| ATP Masters 1000 (0) |
| ATP Tour 500 (0)     |
| ATP Tour 250 (1)     |

| N. | Data           | Torneo                                       | Superficie  | Avversario in finale | Punteggio        |
| 1. | 15 aprile 2018 | U.S. Men's Clay Court Championships, Houston | Terra rossa | Steve Johnson        | 6(2)-7, 6-2, 4-6 |

### Doppio

#### Finali perse (1)
| Legenda              |
| Grande Slam (0)      |
| ATP Finals (0)       |
| ATP Masters 1000 (0) |
| ATP Tour 500 (0)     |
| ATP Tour 250 (1)     |

| N. | Data           | Torneo                            | Superficie | Compagno        | Avversario in finale      | Punteggio           |
| 1. | 23 agosto 2019 | Winston-Salem Open, Winston-Salem | Cemento    | Nicholas Monroe | Łukasz Kubot Marcelo Melo | 7-6(6), 1-6, [3-10] |

### Tornei minori

#### Singolare

##### Vittorie (15)
| Legenda tornei minori |
| Challenger (4)        |
| Futures (11)          |

| N. | Data            | Torneo                                 | Superficie  | Avversario in finale | Punteggio        |
| 1. | novembre 2013   | Champaign-Urbana Challenger, Champaign | Cemento (i) | Samuel Groth         | 3-6, 6-3, 7–6(5) |
| 2. | febbraio 2017   | Tempe Challenger, Tempe                | Cemento     | Nikola Milojević     | 4-6, 6-0, 6-3    |
| 3. | maggio 2017     | Savannah Challenger, Savannah          | Terra verde | João Pedro Sorgi     | 6-4, 6-3         |
| 4. | 30 ottobre 2022 | Las Vegas Tennis Open, Las Vegas       | Cemento     | Stefan Kozlov        | 7-5, 6-3         |

#### Doppio

##### Vittorie (18)
| Legenda tornei minori |
| Challenger (9)        |
| Futures (9)           |

| N. | Data              | Torneo                                                   | Superficie  | Compagno          | Avversari in finale              | Punteggio              |
| 1. | 6 ottobre 2012    | Natomas Men's Professional Tennis Tournament, Sacramento | Cemento     | Rhyne Williams    | Devin Britton Austin Krajicek    | 4-6, 6-4, [12-10]      |
| 2. | 4 maggio 2013     | Tallahassee Tennis Challenger, Tallahassee               | Terra rossa | Austin Krajicek   | Greg Jones Peter Polansky        | 1-6, 6-2, [10-8]       |
| 3. | 21 settembre 2013 | Izmir Cup, Smirne                                        | Cemento     | Austin Krajicek   | Brydan Klein Dane Propoggia      | 7–6(4), 6-4            |
| 4. | 4 gennaio 2014    | Internationaux de Nouvelle-Calédonie, Nouméa             | Cemento     | Austin Krajicek   | Ante Pavić Blaž Rola             | 7–6(4), 6-3            |
| 5. | 9 gennaio 2015    | Internationaux de Nouvelle-Calédonie, Nouméa             | Cemento     | Austin Krajicek   | Jarmere Jenkins Bradley Klahn    | 7–6(2), 6(5)–7, [10-5] |
| 6. | 7 novembre 2015   | Charlottesville Men's Pro Challenger, Charlottesville    | Cemento (i) | Chase Buchanan    | Peter Polansky Adil Shamasdin    | 3-6, 6-4, [10-5]       |
| 7. | 18 novembre 2016  | Champaign-Urbana Challenger, Champaign                   | Cemento (i) | Austin Krajicek   | Luke Bambridge Liam Broady       | 7–6(4), 7–6(2)         |
| 8. | 29 gennaio 2022   | Columbus Challenger, Columbus                            | Cemento (i) | Mikael Torpegaard | Luca Margaroli Yasutaka Uchiyama | 5-7, 6-4, [10-5]       |
| 9. | 12 novembre 2022  | Knoxville Challenger, Knoxville                          | Cemento (i) | Hunter Reese      | Martin Damm Mitchell Krueger     | 6(4)–7, 7–6(3), [10-5] |

## Risultati in progressione
| Sigla | Risultato               |
| ----- | ----------------------- |
| V     | Vincitore               |
| F     | Finalista               |
| SF    | Semifinalista           |
| O     | Oro olimpico            |
| A     | Argento olimpico        |
| SF    | Bronzo olimpico         |
| QF    | Quarti di Finale        |
| 4T    | Quarto turno            |
| 3T    | Terzo turno             |
| 2T    | Secondo turno           |
| 1T    | Primo turno             |
| RR    | Round Robin             |
| LQ    | Turno di qualificazione |
| A     | Assente                 |
| ND    | Non disputato           |

| Legenda superfici    |
| -------------------- |
| Cemento              |
| Terra battuta        |
| Erba                 |
| Superficie variabile |

### Singolare
| Torneo                     | 2009          | 2010          | 2011          | 2012 | 2013          | 2014          | 2015          | 2016 | 2017          | 2018          | 2019          | 2020          | 2021 | 2022 | V-S   |
| Tornei Grande Slam         |               |               |               |      |               |               |               |      |               |               |               |               |      |      |       |
| Australian Open, Melbourne | A             | A             | A             | A    | Q2            | Q1            | Q1            | Q2   | Q1            | QF            | 1T            | QF            | 1T   | A    | 8-4   |
| Open di Francia, Parigi    | A             | A             | A             | A    | Q1            | A             | A             | A    | 1T            | 1T            | 1T            | 2T            | 1T   | Q2   | 1-5   |
| Wimbledon, Londra          | A             | A             | A             | A    | A             | A             | A             | A    | Q2            | 1T            | 4T            | ND            | 2T   | A    | 4-3   |
| US Open, New York          | Q1            | A             | Q1            | Q2   | Q1            | Q1            | A             | Q1   | 1T            | 2T            | 3T            | 1T            | 1T   | A    | 3-5   |
| Vittorie-Sconfitte         | 0-0           | 0-0           | 0-0           | 0-0  | 0-0           | 0-0           | 0-0           | 0-0  | 0-2           | 5-4           | 5-4           | 5-3           | 1-4  | 0-0  | 16-17 |
| Giochi Olimpici            |               |               |               |      |               |               |               |      |               |               |               |               |      |      |       |
| Giochi Olimpici            | Non disputati | Non disputati | Non disputati | A    | Non disputati | Non disputati | Non disputati | A    | Non disputati | Non disputati | Non disputati | Non disputati | 1T   | ND   | 0-1   |
| Vittorie-Sconfitte         | Non disputati | Non disputati | Non disputati | 0-0  | Non disputati | Non disputati | Non disputati | 0-0  | Non disputati | Non disputati | Non disputati | Non disputati | 0-1  | ND   | 0-1   |

### Doppio
| Torneo                     | 2014          | 2015          | 2016 | 2017          | 2018          | 2019          | 2020          | 2021 | 2022 | V-S  |
| Tornei Grande Slam         |               |               |      |               |               |               |               |      |      |      |
| Australian Open, Melbourne | A             | A             | A    | A             | A             | 1T            | 2T            | 2T   | A    | 2-3  |
| Open di Francia, Parigi    | A             | A             | A    | A             | 1T            | A             | 1T            | 2T   | A    | 1-3  |
| Wimbledon, Londra          | A             | A             | A    | Q1            | A             | A             | ND            | 1T   | A    | 0-1  |
| US Open, New York          | 1T            | A             | A    | A             | QF            | 1T            | A             | A    | A    | 3-3  |
| Vittorie-Sconfitte         | 0-1           | 0-0           | 0-0  | 0-0           | 3-2           | 0-2           | 1-2           | 2-3  | 0-0  | 6-10 |
| Giochi Olimpici            |               |               |      |               |               |               |               |      |      |      |
| Giochi Olimpici            | Non disputati | Non disputati | A    | Non disputati | Non disputati | Non disputati | Non disputati | 4º   | ND   | 3-1  |
| Vittorie-Sconfitte         | Non disputati | Non disputati | 0-0  | Non disputati | Non disputati | Non disputati | Non disputati | 3-1  | ND   | 3-1  |

### Doppio misto
Nessuna partecipazione